# Bernard Wagenaar
Bernard Wagnenaar (Arnhem, 1894. július 18. – York, Maine, Amerikai Egyesült Államok, 1971. május 19.) holland hegedűművész és zeneszerző.
Fiatalon Amerikába került, és 1927-től a New York-i Julliard Schoolban zeneszerzést tanított. Jelentősebb művei: Pieces of Eight (1944, operakomédia), két melodráma, négy szimfónia, egy sinfonietta, egy divertimento, Niobe (szimfonikus költemény), Sonf of Mourning, hegedűverseny, kamarazenék, zongoraművek.